# Kis Loggia-barlang
A Kis Loggia-barlang az egyik olyan andezitbarlang, amely a Duna–Ipoly Nemzeti Parkban lévő Visegrádi-hegységben, Esztergom területén található.

## Leírás
Esztergom határában, a Látó-hegy Csurgó-berek nevű gerincének keleti oldalán található. Ha a Barát-kúti erdészháztól a sárga jelzésű turistaúton északnyugati irányban körülbelül 600 métert haladunk. Itt egy erdészeti út csatlakozik be balról, néhány méterrel tovább, az úttól körülbelül 50 méterre balra, az erdőben kisebb dombok látszanak. Ezek mögött bújik meg egy, az úttól nyugatra, nagyjából 80 méterre a zárt erdőben található 20–25 méter széles, 6–8 méter magas sziklakatlan. Feltűnő, hogy a szikla nem emelkedik ki a lejtő síkjából. Első ránézésre régen felhagyott kőfejtőnek tűnik, bár erre utaló egyéb nyomok nincsenek. Út, ösvény nem vezet hozzá, lombos évszakban nem igen vehető észre a turistaútról – szóval nehéz megtalálni.
Az üreget rejtő szikla felső része agglomerátum, az alsó pedig vastagpados andezittufa. A tufában alakult ki a 8,05 méter széles, 2,65 méter belméretű sziklaeresz. Mivel környezetéből nem tűnik ki, egy kis katlan alján van, nem igazán érthető genetikája. Semmilyen nyom nem utal esetleges mesterséges voltára. Ennek ellenére szabályos, sarkos, szinte síkokkal határolt, nyilván ezért kapta a loggia nevet.
Dél felől, a katlan pereméről humuszos törmeléklejtő tölti fel körülbelül a közepéig. A többi részen kőtörmelék, avar és korhadt faágak borítják az aljzatot. Ásványi képződmények nem találhatóak benne.
Előfordul a barlang az irodalmában Loggia-barlang (Eszterhás, Szabó, Szilvay, Tinn 1996) néven is.

## Kutatástörténet
1971-ben Zolnay László és Lettrich Edit írtak egy Loggia-barlangról, de hogy ez a Kis Loggia-barlang vagy a Loggia-barlang, azt nehéz eldönteni. Részletesen Szilvay Péter ismertette és feltérképezte az üreget Loggia-barlang néven 1996-ban. Az Országos Barlangnyilvántartásban Kis Loggia-barlang néven szerepel, így ez a hivatalos neve.
A Loggia-barlangnál kisebb ereszt már többen összekeverték a hegycsúcs közelében található Loggia-barlanggal.
A 2014. évi Karsztfejlődésben megjelent tanulmányban az olvasható, hogy az Esztergomban található Kis Loggia-barlang 2,6×8 m alapterületű és 2,5 m magas. A barlang a Visegrádi-hegység 101 barlangjának egyike.